# ماينايد (أنغلزي)
ماينايد (بالإنجليزية: Mynydd Mechell)‏ هي منطقة سكنية تقع في ويلز في أنغلزي.